# Liste der Kulturdenkmäler in Ingelbach
In der Liste der Kulturdenkmäler in Ingelbach sind alle Kulturdenkmäler der rheinland-pfälzischen Ortsgemeinde Ingelbach aufgelistet. Grundlage ist die Denkmalliste des Landes Rheinland-Pfalz (Stand 4. Mai 2023).

## Einzeldenkmäler
| Bezeichnung       | Lage                                         | Baujahr         | Beschreibung | Bild                           |
| ----------------- | -------------------------------------------- | --------------- | --- | ------------------------------ |
| Hofanlage         | Mühlenweg 6 Lage                             | 18. Jahrhundert | ehemaliges Fachwerk-Quereinhaus, teilweise massiv und verkleidet, 18. Jahrhundert, Fachwerkscheune 18. und eventuell 19. Jahrhundert | Fotos hochladen                |
| Bahnhof Ingelbach | nordöstlich des Ortes (Kölner Straße 1) Lage | gegen 1885      | Stationsgebäude; stattlicher Typenbau, Bruchstein, gegen 1885                                                                        | weitere Bilder Fotos hochladen |